# Esten Gjelten
Esten Gjelten (27 de septiembre de 1942-15 de marzo de 2025) fue un deportista noruego que compitió en biatlón. Ganó tres medallas de plata en el Campeonato Mundial de Biatlón entre los años 1969 y 1973.

## Palmarés internacional
| Campeonato Mundial | Campeonato Mundial           | Campeonato Mundial | Campeonato Mundial |
| Año                | Lugar                        | Medalla            | Prueba             |
| ------------------ | ---------------------------- | ------------------ | ------------------ |
| 1969               | Zakopane (Polonia)           | Medalla de plata   | Relevo             |
| 1970               | Östersund (Suecia)           | Medalla de plata   | Relevo             |
| 1973               | Lake Placid (Estados Unidos) | Medalla de plata   | Relevo             |